# Consiglio Olimpico Nazionale dello Yemen
Il Consiglio Olimpico Nazionale dello Yemen (noto anche come للجنة الأولمبية اليمنية in arabo) è un'organizzazione sportiva yemenita, nata nel 1971 a San'a, Yemen.
Rappresenta questa nazione presso il Comitato Olimpico Internazionale (CIO) dal 1981 ed ha lo scopo di curare l'organizzazione ed il potenziamento dello sport in Yemen e, in particolare, la preparazione degli atleti yemeniti, per consentire loro la partecipazione ai Giochi olimpici. L'associazione è, inoltre, membro del Consiglio Olimpico d'Asia.
L'attuale presidente del comitato è Abdulrahman Alakwaa, mentre la carica di segretario generale è occupata da Mohamed Abdullah Al-Ahjri.